# III Liceum Ogólnokształcące im. Jana Kochanowskiego w Krakowie
III Liceum Ogólnokształcące im. Jana Kochanowskiego (popularnie nazywane „Trójką”) – publiczne liceum ogólnokształcące znajdujące się w Krakowie, w dzielnicy XVI Bieńczyce na osiedlu Wysokim 6.

## Historia
Szkoła została założona w 1906 roku jako Cesarsko-Królewskie Gimnazjum V w Krakowie na podstawie decyzji cesarza Franciszka Józefa I. Uroczyste otwarcie szkoły nastąpiło 4 września 1906. Szkoła mieściła się wtedy rejonie ulicy Karmelickiej, w budynku przy ul. Stanisława Stachowskiego 5 (późniejszej ul. Jana Kochanowskiego 5), na tyłach koszar wojskowych, zamienionych w latach dwudziestych XXI wieku na Park im. Wisławy Szymborskiej. Było to klasyczne gimnazjum męskie, w którym nauka trwała 8 lat. Pierwszym dyrektorem był dr Józef Winkowski, grono pedagogiczne liczyło 22 nauczycieli, a do szkoły uczęszczało 347 uczniów. Pierwsza matura odbyła się w 1911 roku pod przewodnictwem c.k. radcy dworu Emanuela Dworskiego – inspektora krajowego szkół średnich. Sztandar szkoły został poświęcony w kościele oo. Karmelitów 25 maja 1913 roku.
W 1918 roku, po odzyskaniu przez Polskę niepodległości, w związku z reformą systemu oświaty zrestrukturyzowano szkołę. Została ona podzielona na dwa szczeble: trzyletnie gimnazjum niższe i pięcioletnie gimnazjum wyższe. Zmieniono również nazwę na V Państwowe Gimnazjum Neoklasyczne. Jeszcze w 1921 roku gimnazjum nie miało w nazwie Jana Kochanowskiego. W 1925 roku pełna nazwa gimnazjum brzmiała V Państwowe Gimnazjum im. Jana Kochanowskiego w Krakowie. Zarządzeniem Ministra Wyznań Religijnych i Oświecenia Publicznego z 1937 zostało utworzone „V Państwowe Liceum i Gimnazjum im. Jana Kochanowskiego w Krakowie” (państwowa szkoła średnia ogólnokształcąca, złożona z czteroletniego gimnazjum i dwuletniego liceum), po wejściu w życie tzw. reformy jędrzejewiczowskiej szkoła miała charakter męski, a wydział liceum ogólnokształcącego był prowadzony w typie humanistycznym. Pod koniec lat 30. szkoła funkcjonowała pod adresem ulicy Jana Kochanowskiego 5.
W czasie okupacji niemieckiej szkoła, podobnie jak pokrewne jej placówki, została zamknięta. Jednak nauczyciele i uczniowie nie przerwali działalności, prowadząc tajne nauczanie. Po zakończeniu II wojny światowej szkoła wznowiła działalność. W dniu 9 lipca 1945 roku rozpoczęto pierwszą powojenną maturę. Po reorganizacji szkolnictwa w latach 1945–1948 szkołę przekształcono w świecką i koedukacyjną Szkołę Ogólnokształcącą stopnia Licealnego Towarzystwa Przyjaciół Dzieci nr 3. W roku szkolnym 1953/54 zmieniono nazwę szkoły na III Liceum Ogólnokształcące im. Jana Kochanowskiego. W 1958 roku szkołę przyjęto do tzw. „szkół stowarzyszonych” biorących udział w eksperymencie pedagogicznym UNESCO. Sześć lat później, w 1964 roku, otrzymała nowy sztandar, który jest przechowywany w Izbie Tradycji szkoły. Od 1996 roku szkoła używa nowego sztandaru, ufundowanego przez Radę Rodziców z okazji obchodów 90-lecia założenia liceum.
W związku z rozbudową krakowskiej dzielnicy Nowa Huta, w 1968 roku przeniesiono ją do budynku na osiedlu Wysokim 6. Było to związane z brakiem dostatecznej liczby szkół średnich w tej dzielnicy. 1 września przeniesiono szkołę, natomiast 10 października odbyła się uroczysta inauguracja działalności. Do nowego budynku przeszło z byłego grona pedagogicznego tylko czterech nauczycieli, w tym mgr Adam Roch-Kowalski, sportowiec i olimpijczyk.
20 kwietnia 1978 roku, z okazji X-lecia pracy szkoły w Nowej Hucie, Minister Oświaty i Wychowania odznaczył szkołę Medalem Komisji Edukacji Narodowej – najwyższym odznaczeniem oświatowym, a 11 października Zarząd Wojewódzki TPD przyznał szkole Dyplom Przyjaciół Dziecka. W grudniu 1979 roku sekretarz generalny UNESCO wyróżnił szkołę Medalem UNESCO za działalność w ramach szkół. Od 1979 roku liceum organizuje Festiwal Kultury Szkolnej tzw. FeKuSz, na którym uczniowie prezentują swoje możliwości artystyczne, natomiast od 1987 roku szkoła posiada swój hymn.

## Osiągnięcia

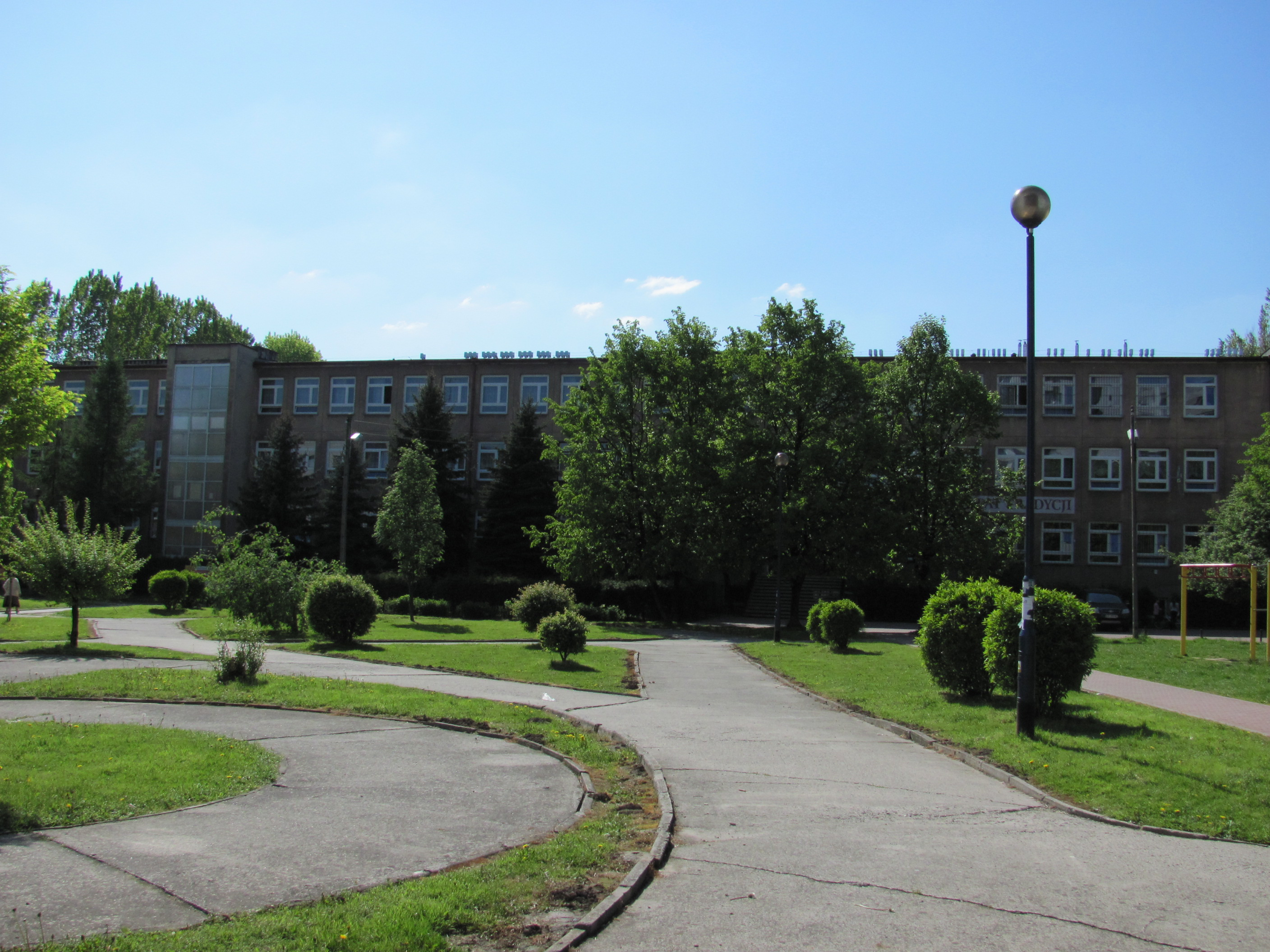
Budynek III Liceum Ogólnokształcącego w wiosennej scenerii (przed remontem)

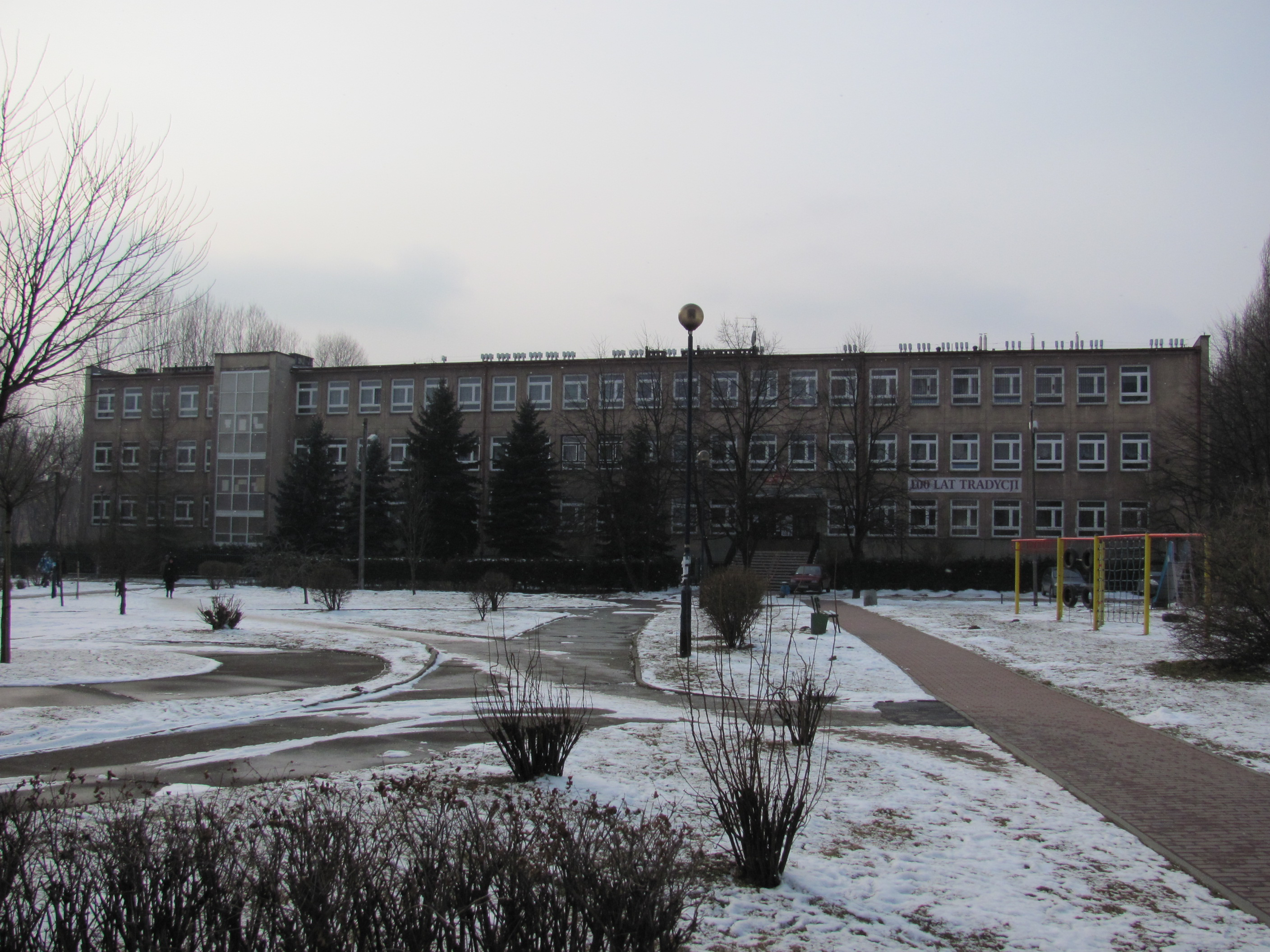
Budynek III Liceum Ogólnokształcącego zimą (przed remontem)

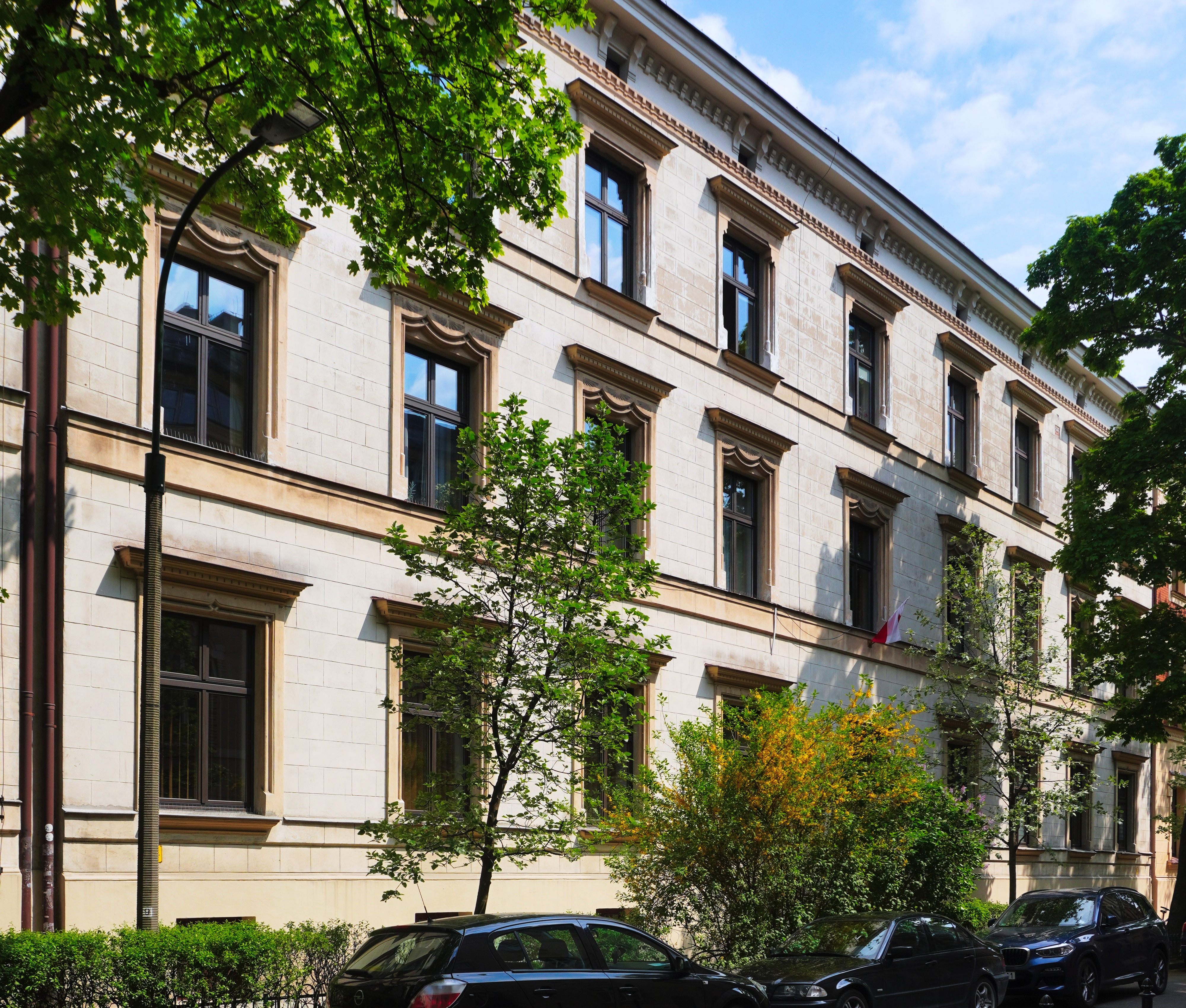
Dawny budynek III Liceum Ogólnokształcącego przy ul. Jana Kochanowskiego 5

Uczniowie szkoły angażują się w liczne konkursy i zawody międzyszkolne. Regularnie występują m.in. w „Biegu o szablę kpt. Antoniego Stawarza” – zawodach, w których udział bierze siedem najstarszych krakowskich liceów. Młodzież szkolna bierze także udział w tzw. „licealiadzie”, czyli zawodach sportowych dla szkół średnich. Szkolny chór również uczestniczy w konkursach i przeglądach muzycznych. Uczniowie często uczestniczą w olimpiadach przedmiotowych i konkursach na szczeblu wojewódzkim i ogólnopolskim. W latach 1990–2004 szkoła działała według autorskiego programu nauczania zaakceptowanego przez Ministerstwo Edukacji Narodowej.
Od kwietnia 2008 roku szkoła organizuje tzw. „Salon Trójkowe Czwartki”, czyli cykl spotkań uczniów z ludźmi ze świata kultury, teatru, literatury oraz innych dziedzin. W spotkaniach uczestniczyli między innymi Czesław Mozil, Formacja Chatelet, Jarosław Gowin, Maciej Miezian, Jan Franczyk, Andrzej Pilipiuk oraz Ewa Lipska.
Liceum zostało poddane Badaniu dotyczącym rozwoju metodologii szacowania wskaźnika edukacyjnej wartości dodanej (EWD) za 2010 rok, który przeprowadziła Centralna Komisja Egzaminacyjna, w którym osiągnęło bardzo wysoki wynik.
W raporcie z ewaluacji problemowej przeprowadzonym przez Kuratorium Oświaty w Krakowie szkoła otrzymała poziom spełnienia wymagań B we wszystkich kategoriach, co oznacza wysoki poziom spełnienia wymogów dydaktycznych i administracyjnych stawianych przez Kuratorium.

## Nagrody i odznaczenia
- Medal Komisji Edukacji Narodowej – przyznany przez Ministra Oświaty i Wychowania 20 kwietnia 1978 roku
- Dyplom Przyjaciela Dziecka – przyznany przez Zarząd Wojewódzki Towarzystwa Przyjaciół Dzieci 11 października 1978 roku
- Medal UNESCO za działalność w ramach szkół – przyznany przez sekretarza generalnego UNESCO w grudniu 1979 roku
- Medal za zasługi dla sportu szkolnego – za zasługi wniesione w rozwój kultury fizycznej młodzieży w 1984 roku
- Złota Statuetka – przyznana przez Kuratora Oświaty za aktywność artystyczną uczniów w 1996 roku

## Dyrektorzy
- Józef Winkowski (1906–1924), pierwszy dyrektor Cesarsko-Królewskiego Gimnazjum V w Krakowie, nauczyciel filozofii[9]
- Feliks Gątkiewicz (1924–1925)[2]
- Karol Kaczmarczyk (1 VIII 1925 – 1935)[5]
- Andrzej Indyk (1935–1949)
- Jan Kołodziejczyk (1949–1950)
- Karol Jarosz (1950–1951)
- Józef Jastrzębski (1951–1968) – nauczyciel matematyki
- Edward Łysik (1968–1989) – nauczyciel historii
- Zbigniew Koloch (1989–2007) – nauczyciel historii
- Marta Łój (2007–2020) – nauczycielka matematyki
- Andrzej Górniak (od 2020) – nauczyciel historii i wiedzy o społeczeństwie

## Nauczyciele
- Maksymilian Wiśniowiecki

## Absolwenci
W nawiasie obok nazwiska absolwenta podano rok, w którym zdał egzamin maturalny.
- Andrzej Bursa – poeta, prozaik, dramaturg i dziennikarz, jeden z poetów wyklętych
- Zygmunt Döllinger (1917) – kawaler Virtuti Militari, poseł na Sejm RP
- Piotr Flin – astronom
- Jerzy Grotowski – reżyser, teoretyk teatru, pedagog
- Bogdan Hussakowski – reżyser, aktor, scenarzysta
- Katarzyna Kobylarczyk – pisarka, dziennikarka, reportażystka
- Kazimierz Korus – filolog klasyczny, hellenista, profesor doktor habilitowany, wykładowca Uniwersytetu Jagiellońskiego
- Adam Kubiś (1947) – duchowny katolicki, profesor nauk teologicznych, infułat, rektor Papieskiej Akademii Teologicznej w latach 1992–1998[10]
- Tadeusz Kwinta – aktor, dyrektor artystyczny Teatru Bagatela w Krakowie
- Jan Krzyżanowski – aktor filmowy i teatralny
- Janusz Kurtyka – historyk, prezes Instytutu Pamięci Narodowej
- Żywisław Leliwa-Pilecki (1911) – oficer Wojska Polskiego i Straży Granicznej, kawaler Krzyża Niepodległości
- Katarzyna Majgier – autorka książek dla dzieci i nastolatków
- Ryszard Markiewicz – prawoznawca i radca prawny, profesor Uniwersytetu Jagiellońskiego
- Roman Martini (1927) – prawnik, prokurator
- Magdalena Miklasz – reżyserka teatralna
- Tadeusz Miś – podpułkownik Wojska Polskiego
- Jan Moszew (1918) – chemik, profesor Uniwersytetu Jagiellońskiego
- Stanisław Nazarkiewicz (1914) – podpułkownik pilot Wojska Polskiego
- Jan Ogrodnik (1911) – kapitan Wojska Polskiego, kawaler Virtuti Militari
- Krzysztof Pasierbiewicz (1962) – geolog, pisarz, bloger
- Ziemowit Ryś – lekkoatleta
- Klemens Stefan Sielecki – inżynier, dyrektor techniczny pierwszej polskiej Fabryki Lokomotyw Fablok w Chrzanowie
- Sławomir Shuty – prozaik, fotograf i reżyser
- Ludwik Antoni Stankiewicz (1926) – oficer dyplomowany Wojska Polskiego
- Tomasz Stańko – polski trębacz jazzowy, kompozytor
- Władysław Steblik (1920) – podpułkownik dyplomowany Wojska Polskiego, zastępca attaché wojskowego i lotniczego przy Ambasadzie RP w Berlinie
- Tadeusz Syryjczyk – polityk, minister transportu i gospodarki morskiej w rządzie Jerzego Buzka, a także minister przemysłu w rządzie Tadeusza Mazowieckiego
- Andrzej Szczepkowski – aktor teatralny i filmowy, pedagog, w latach 1981–1982 prezes Związku Artystów Scen Polskich, senator I kadencji
- Bartosz Szydłowski – założyciel, dyrektor naczelny i artystyczny Teatru Łaźnia Nowa w Nowej Hucie
- Wilhelm Tippe – major Wojska Polskiego, kawaler Virtuti Militari
- Wacław Uruszczak – historyk prawa, profesor Uniwersytetu Jagiellońskiego
- Ewa Wawrzoń – aktorka filmowa i teatralna
- Michał Wierba – pianista, kompozytor
- Jan Zigmund – lekarz chirurg
- Bartosz Ziółko – informatyk, przedsiębiorca